# What Richard Did
Pour plus de détails, voir Fiche technique et Distribution.
What Richard Did est un film dramatique irlandais réalisé par Lenny Abrahamson, sorti en 2012. Il s'agit d'une adaptation du roman  Bad Day in Blackrock de Kevin Power.

## Synopsis
Richard Karlsen est le capitaine de son équipe de rugby. Il est aimé et respecté de tous, et il finit par avoir la fille qu'il convoite, Lara comme petite amie. Mais Connor, un de ses camarades, est très proche de Lara, beaucoup trop proche selon Richard. Un soir, à une fête, il tue Connor par accident, d'un coup de pied dans la tête… C'est le début des ennuis pour Richard.

## Fiche technique
- Titre original : What Richard Did
- Réalisation : Lenny Abrahamson
- Scénario : Malcolm Campbell, d'après le roman  Bad Day in Blackrock de Kevin Power
- Direction artistique : Stephanie Clerkin
- Costumes : Leonie Pendergast
- Photographie : David Grennan
- Son : Niall Brady
- Montage : Nathan Nugent
- Musique : Stephen Rennicks
- Production : Ed Guiney
- Société de production : Element Pictures
- Pays d’origine : Irlande
- Langue originale : anglais, irlandais
- Format : couleur - 1.85 : 1 - Dolby numérique - 35 mm
- Genre : drame
- Durée : 87 minutes
- Dates de sortie :
  -  Canada : 9 septembre 2012 (Festival international du film de Toronto 2012)
  -  Irlande : 5 octobre 2012
  -  France : 17 avril 2013

## Distribution
- Jack Reynor : Richard Karlsen
- Roisín Murphy : Lara Hogan
- Sam Keeley : Conor Harris
- Gavin Drea : Stephen O'Brien
- Fionn Walton : Cian Fox
- Lars Mikkelsen : Peter Karlsen
- Lorraine Pilkington : Katherine Karlsen
- Patrick Gibson : Jake
- Padraic Delaney : Pat Kilroy

## Distinctions

### Récompenses
- Irish Film and Television Awards 2013 :
  - Meilleur film
  - Meilleur réalisateur
  - Meilleur acteur pour Jack Reynor
  - Meilleur scénario
  - Meilleur montage
- Evening Standard British Film Awards 2013 : meilleur scénario

### Nomination
- Festival international du film de Toronto 2012 : sélection « Special Presentations »
- Festival du film de Sydney 2013 : sélection « Features »
- Festival du film de Tribeca 2013